# Cleo Laine
Pour les articles homonymes, voir Laine (homonymie).
Clementina Dinah Campbell dite Cleo Laine (née le 28 octobre 1927 à Southall (Middlesex) et morte le 24 juillet 2025 à Wavendon (Buckinghamshire)) est une chanteuse de jazz et une actrice britannique.

### Carrière

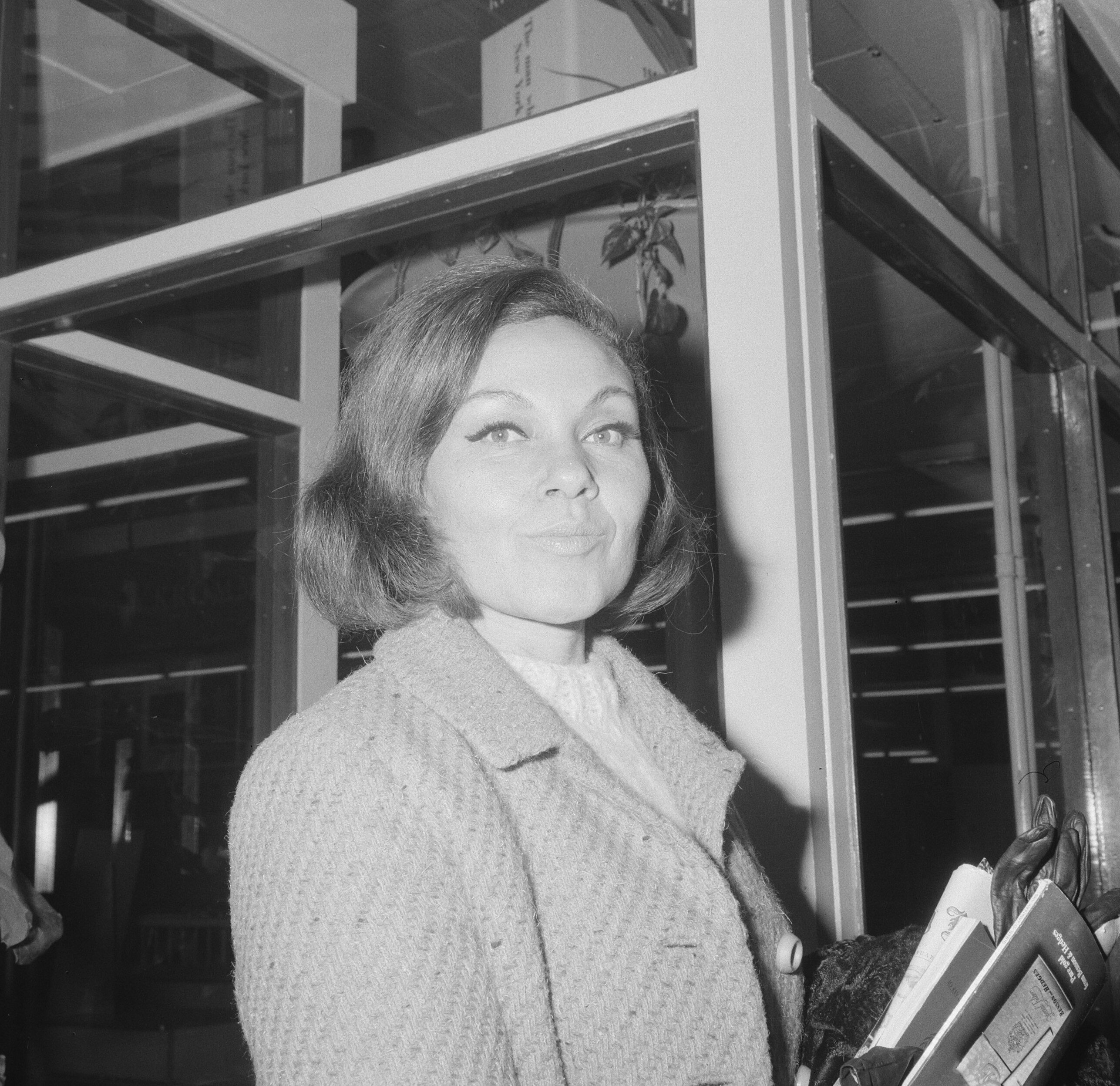
Cleo Laine à l’aéroport d'Amsterdam-Schiphol en 1965.

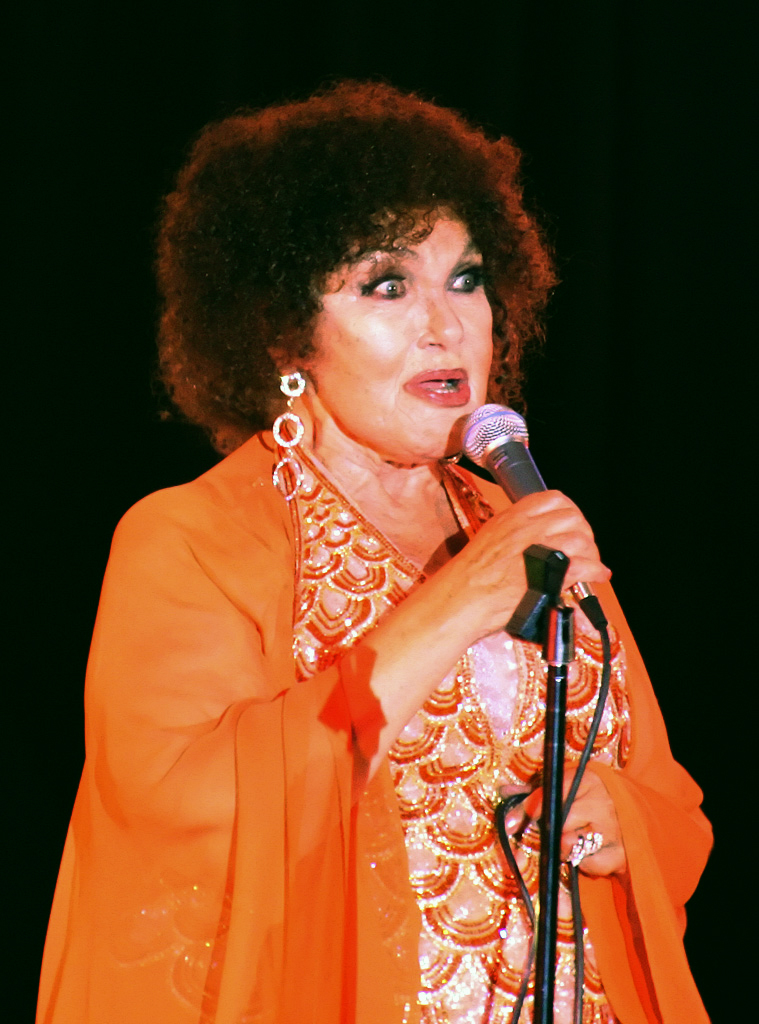
Cleo Laine chantant à Playa Vista (Los Angeles) en 2007.

## Biographie

### Famille
Cleo Laine est la veuve de John Dankworth.

## Distinctions
Son titre de Dame (depuis 1997) vient du fait qu'elle est membre de l'ordre de l'Empire britannique.

## Discographie
- 1950-1952 Get Happy Esquire ESQ317 Reissued in 1985-6 (3 tracks)
- 1955 Cleo Sings British (10") Esquire
- 1957 Meet Cleo Laine
- 1957 In Retrospect  MGM
- 1957 She's the Tops  MGM 2354026
- 1959 Valmouth (original cast)  Pye
- 1961 Jazz Date (with Tubby Hayes)  Wing
- 1961 Spotlight on Cleo
- 1962 All About Me  Fontana
- 196? Cleo Laine Jazz Master Series  DRG Records MRS 502
- 1963 CindyElla (orig cast of 1962 Xmas production)  Decca
- 1963 Beyond the Blues (American Negro Poetry)  Argo
- 1964 Shakespeare and All that Jazz  Fontana
- 1964 This is Cleo Laine  Shakespeare and All That Jazz  Philips
- 1966 Woman Talk  Fontana
- 1967 Facade (with Annie Ross) British reissue: Philips  Fontana
- 1968 If We Lived on Top of a Mountain  Fontana
- 1968 Soliloquy  Fontana
- 1969 The Idol (Dankworth soundtrack w/ 2 Cleo vocals)  Fontana
- 1969 The Unbelievable Miss Cleo Laine  Fontana
- 1971 Portrait  Philips
- 1972 An Evening with Cleo Laine and the John Dankworth Quartet  Philips, Sepia
- 1972 Feel the Warm  Philips
- 1972 Showboat (single LP)  EMIColumbia
- 1972 Showboat (double LP)  EMI/Stanyan
- 1972 This is Cleo Laine  EMI
- 1973 I Am A Song  RCA
- 1973 Day by Day  Stanyan
- 1974 Live at Carnegie Hall  RCA
- 1974 CloseUp  RCA
- 1974 Pierrot Lunaire (Schoenberg) Ives Songs  RCA
- 1974 A Beautiful Thing (with James Galway)  RCA
- 1974 Easy Living (anthology of Fontana tracks)  RCA
- 1974 Spotlight on Cleo Laine (double LP)  Philips
- 1974 Cleo's Choice  Pye
- 1975 Cleo's Choice (abridged issue on Quintessence Jazz)  Quintessence
- 1975 The Unbelievable Miss Cleo Laine  Contour 6870675
- 1975 Born on a Friday  RCA
- 1976 CloseUp (reissue?)  Victor
- 1976 Live at the Wavendon Festival  BBC (Black Lion)
- 1976 Porgy & Bess (with Ray Charles)  London
- 1976 Return to Carnegie  RCA
- 1976 Best Friends (with John Williams)  RCA
- 1976 Leonard Feather's Encyclopedia of Jazz in the '70's  RCA
- 1977 20 Famous Show Hits  Arcade
- 1977 The Sly Cormorant (read by Cleo and Brian Patten)  Argo (Decca)
- 19?? Romantic Cleo  RCA 42750
- 1978 Showbiz Personalities of 1977  9279304
- 1978 The Early Years  Pye GH653
- 1978 Gonna Get Through  RCA
- 1978 A Lover & His Lass  Esquire Treasure
- 1978 Wordsongs (double LP)  RCA
- 1979 One More Day  DRG
- 1979 The Cleo Laine Collection (double LP)  RCA
- 1980 Cleo's Choice (reissue?)  Pickwick
- 1980 Collette (original cast)  Sepia
- 1980 Sometimes When We Touch (with James Galway)  RCA
- 1980 The Incomparable  Black Lion BLM51006
- 1981 One More Day  Sepia
- 1982 Smilin' Through (with Dudley Moore)  CBS
- 1983 Platinum Collection (double LP)  Magenta
- 1983 Off the Record  WEA Sierra GFE DD1003
- 1984 Let the Music Take You (w/ John Williams)  CBS
- 1985 Cleo at Carnegie  the 10th Anniversary Concert  RCA
- 1985 That Old Feeling  CBS
- 1985 Johnny Dankworth and his Orchestra,
- 1985 The John Dankworth 7  featuring Cleo Laine"  EMI
- 1986 Wordsongs  Westminster
- 1986 The Mystery of Edwin Drood Philips
- 1986 Unforgettable  16 Golden Classics  Castle
- 1986 Cleo Laine  The Essential Collection  Sierra
- 1987 Unforgettable  PRT
- 1987 Classic Gershwin (1 track on this CD,  Embraceable You)  CBS
- 1988 Cleo Laine Sings Sondheim RCA
- 1988 Showboat (reissue of 1972 cast album) EMI/Stanyan
- 1988 Cleo Laine & John Dankworth  Shakespeare and All That Jazz Affinity
- 1989 Woman to Woman RCA
- 1989 Jazz RCA
- 1989 Portrait of a Song Stylist Harmony
- 1991 Young At Heart Castle ATJCD 5959
- 1991 Spotlight on Cleo Laine Phonogram 848129.2
- 1991 Pachebel's Greatest Hits (1 track) RCA
- 1992 Nothing Without You (with Mel Tormé) Concord
- 1993 On the Town (1 track)
- 1994 I Am a Song RCA
- 1994 Blue and Sentimental RCA
- 1995 Solitude RCA
- 1997 The Very Best of Cleo Laine RCA
- 1997 Mad About the Boy Abracadabra
- 1998 Ridin' High (Early Sessions) Koch
- 1998 Trav'lin' Light: The Johnny Mercer Songbook (1 track) Verve
- 1998 Let's Be Frank (1 track) MCA
- 1998 The Collection Spectrum Music
- 1999 Sondheim Tonight Live From the Barbican (1 track)  Jay
- 1999 The Best of Cleo Laine Redial
- 1999 The Silver Anniversary Concert (Carnegie Hall, Limited Edition) Sepia
- 1999 Christmas at the Stables
- 1999 That Old Feeling Sony
- 2001 Quintessential Cleo Gold Label
- 2001 Live in Manhattan Gold Label
- 2002 Quality Time Universal/Absolute
- 2003 Loesser Genius Qnote
- 2005 Once Upon A Time Qnote
- 2006 London Pride (2 tracks with the National Youth Jazz Orchestra) Castle Pulse
- 2010 Jazz Matters Qnote